# Gunstwerber
Gunstwerber ist ein Walzer von Johann Strauss (Sohn) (op. 4). Das Werk wurde am 15. Oktober 1844  in Dommayers Casino in Wien erstmals aufgeführt.

## Vorgeschichte

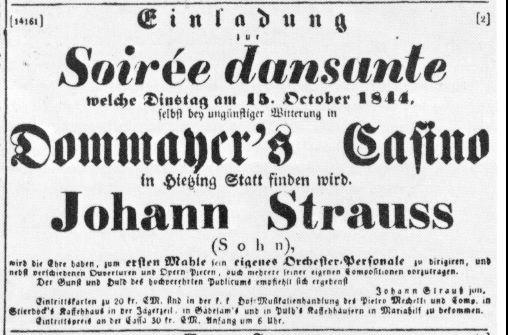
Einladung für die „Soirée dansante“

Der damals 18 Jahre alte Johann Strauss erhielt im September 1844 vom Magistrat der Stadt Wien die Genehmigung, mit seinem Orchester ab sofort bei öffentlichen Ballveranstaltungen spielen zu dürfen.
Bereits 6 Wochen später, am 15. Oktober 1844, gab Johann Strauss sein erstes Konzert als Dirigent und Komponist im Casino Dommayer in Hietzing, einem Vorort der Kaiserstadt Wien in der Nähe des Schlosses Schönbrunn.
Eigentlich hatte Johanns gleichnamiger Vater seinen Söhnen verboten, die Musikerlaufbahn zu ergreifen, doch die Mutter hatte aus Rache für die Untreue ihres Gatten andere Pläne.

## Erstaufführung
Das Casino Dommayer war in der vornehmen Wiener Gesellschaft sehr beliebt und kündigte für diesen Abend eine „Soirée dansante“ an, aber die Sensation, dass der Sohn des bekannten Walzerkomponisten sein erstes Konzert gab, zog so viele Menschen an, dass wegen des Gedränges im Saal an Tanzen nicht zu denken war.
Den Walzer Gunstwerber, der später als op. 4 im Druck erschienen ist, hatte Strauss extra für dieses Debüt geschrieben. Die Erwartung der Zuhörer war sehr groß und die Frage, ob der Vater an seinen Sohn das Kompositionstalent vererbt hatte, konnte am Ende des Abends mit ja beantwortet werden.

## Kritik
Das Publikum war erfreut und zufrieden und Tage später schrieb der Redakteur des österreichischen Morgenblattes folgende Worte: „Ich selbst habe nur die Ouvertüre von Auber und die ,Gunstwerber‘ gehört, da es nur Hyper-Enthusiasten möglich war, in dieser Hitze sich mehrere Stunden herumzubalgen, aber aus diesen beiden Piecen habe ich recht gut entnommen, dass in Strauss ein ganz tüchtiges Directionstalent innewohnt und dass er in Hinsicht auf seine Kompositionen denselben Melodienfluss und dieselbe pikante und wirkungsvolle Instrumentirung besitzt wie sein Vater, von dessen Kompositionsweise er nicht einmal ein sclavischer Nachahmer genannt werden darf.“